# Salinas de Garci Mendoza
Salinas de Garci Mendoza es un municipio y localidad de Bolivia, capital de la provincia de Ladislao Cabrera en el departamento de Oruro. El municipio tiene una superficie de 5.591 km², y cuenta con una población de 11.878 habitantes (según el Censo INE 2012).
El municipio está situado junto a los cerros de San Pedro y San Pablo, entre los salares de Uyuni y Coipasa. Fue nominado mediante Ley de 25 de octubre de 2000 como Capital de la Quinua Real de Bolivia, bajo el gobierno de Hugo Bánzer Suárez. Posteriormente en 2018, el municipio también fue declarado Capital del Huayño Salineño, mediante ley departamental N.º 155.
En el municipio se encuentra la famosa ciudadela arqueológica de Alcaya, declarada patrimonio departamental.

## Historia
La sección municipal fue creada por Ley de 16 de octubre de 1903, como parte de la provincia de Abaroa. Cuando posteriormente se creó la Provincia Ladislao Cabrera, Salinas de Garci Mendoza pasó a constituirse en capital de la nueva provincia, por Ley de 13 de octubre de 1941, durante el gobierno de Enrique Peñaranda.
Por mandato del Referéndum del 6 de diciembre de 2009, celebrado simultáneamente a las elecciones presidenciales, el municipio de Salinas de Garci Mendoza optó por entrar en el régimen de la autonomía indígena, con una votación de 75.09% por el Sí.

## Geografía
El municipio de Salinas de Garci Mendoza se ubica en la parte sur de la provincia de Ladislao Cabrera, en el extremo sur del departamento de Oruro. Limita al noroeste con el municipio de Chipaya de la provincia de Sabaya, al norte con los municipios de Santiago de Andamarca y Belén de Andamarca de la provincia de Sud Carangas, al este con el municipio de Pampa Aullagas de provincia de Ladislao Cabrera, al sureste, sur y suroeste con los municipios de Uyuni, Tahua y Llica respectivamente en el departamento de Potosí.
Geográficamente se encuentra en la región andina de Bolivia, específicamente en el Altiplano. Cuenta con la famosa laguna de cráter de impacto de Jayu Kota.

## Demografía
De acuerdo con el censo boliviano de 2024, la población del municipio de Salinas de Garci Mendoza es de 15 906 habitantes.
La población del municipio casi se triplicó entre 1992 y 2024:
| Año  | Habitantes (municipio) | Fuente |
| ---- | ---------------------- | ------ |
| 1992 | 5.761                  | Censo  |
| 2001 | 8.723                  | Censo  |
| 2012 | 11.878                 | Censo  |
| 2024 | 15.906                 | Censo  |